# قبيلة (تصنيف)
القَبِيلَة (الجمع: قبائل) أو الرِّدْف أو السِّبط (بالإنجليزية: Tribe)‏ هي مرتبة فرعية في تصنيف الأحياء تقع فوق مرتبة الجنس وتحت مرتبة الفَصيلة والفُصَيْلَة.
في التسمية اللاتينية تسمى بالجمع المؤنث، وذلك بإضافة لاحقة eae في النباتات والأشنيات والفطريات، ولاحقة ini في الحيوانات.